# Jan Voogt Pzn
Jan Voogt Pzn (Koog aan de Zaan, 12 oktober 1899 - Haarlem, 7 juni 2006) was vanaf 15 augustus 2005 de oudste levende man van Nederland, na het overlijden van Ko de Lavoir. Hij heeft deze titel 296 dagen gedragen.
Voogt was een Nederlandse registeraccountant. Begin juni 2006 maakte hij een val in het rusthuis waar hij verbleef. Hij overleed aan de gevolgen van de hieropvolgende heupoperatie.
Tot zijn dood wenste Voogt anoniem te blijven. Op de dag van zijn overlijden maakte de gemeente Haarlem, waar hij woonde, zijn gegevens bekend.
Voogt was groot liefhebber van Franse rode wijn en dronk dagelijks enkele glazen rode wijn met bijbehorende kazen. 
Voogt overleed op de leeftijd van 106 jaar en 238 dagen. Zijn opvolger was Johannes van der Giessen.